# 西河镇 (蒙山县)
西河镇，是中华人民共和国广西壮族自治区梧州市蒙山县下辖的一个乡镇级行政单位。

## 行政区划
西河镇下辖以下地区：
壬山村、古排村、福垌村、龙蟠村、安富村、广育村、瓦冲村、大塘村、桐油坪村、古娄村、乐拥村、文尔村和水秀村。